# Lumière intense pulsée
Pour les articles homonymes, voir IPL.
 (septembre 2009).
Si vous disposez d'ouvrages ou d'articles de référence ou si vous connaissez des sites web de qualité traitant du thème abordé ici, merci de compléter l'article en donnant les références utiles à sa vérifiabilité et en les liant à la section « Notes et références ».

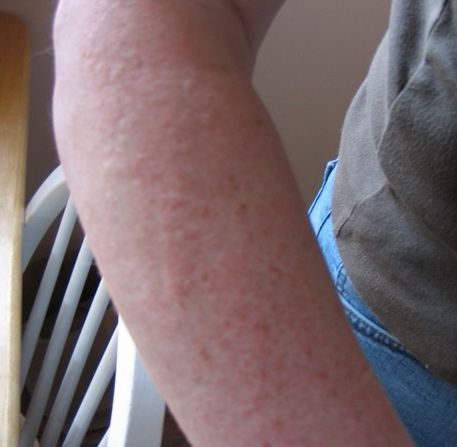
Un bras humain, quatre heures après le traitement IPL. Les bosses surélevées et la coloration rouge autour de chaque follicule pileux sont typiques de ce traitement. Cela disparaît normalement après trois ou quatre jours.

La lumière intense pulsée (Intense Pulsed Light ou IPL), est une technique utilisée pour des soins curatifs ou esthétiques de la peau, principalement l'épilation définitive (photo-épilation), l'épilation semi-définitive, le traitement des signes du vieillissement, les taches pigmentaires (photo-dépigmentation) et le rajeunissement (photo-rajeunissement).
Elle a montré un effet positif en cas d’acné, de couperose et de malformations capillaires.
Depuis le 26 mai 2021, les appareils à lumière pulsée sont réglementés dans l'UE, notamment en considération de risques dénoncés par l'ANSES relatifs à des troubles de la pigmentation, de lésions oculaires, voire d'un retard de diagnostic de transformation anormale des cellules de la peau.

## Description
Introduite dans les années 1990, la lumière pulsée a obtenu son autorisation de mise sur le marché américain par la FDA en 1995 dans le traitement des télangiectasies.
Le principe de la lumière intense pulsée (IPL) repose sur l'émission d'une lumière polychromatique couvrant un large spectre (400 à 1200 nanomètres) et sur la "photothermolyse sélective". Ce spectre est filtré en fonction des chromophores visés : la mélanine contenue dans les poils ou la peau, l'oxyhémoglobine des rougeurs localisées et l'eau intradermique. Les chromophores ciblés, exogènes ou endogènes absorbent les photons émis jusqu'à leur destruction.
La longueur d'onde est sélectionnée en fonction du pic d'absorption du chromophore choisi, avec une durée de pulsation lumineuse inférieure au temps de relaxation thermique de la peau, afin de limiter la diffusion de chaleur aux tissus environnants. Le temps d'impact du flash lumineux peut varier de 1 ms à 100 ms. En pratique, l'application d'un gel est nécessaire.
Divers réglages sont possibles en fonction des objectifs : longueur d'onde, intensité lumineuse (exprimée en fluence), temps d'impact des impulsions (en millisecondes), nombre de passages. Ces combinaisons ont permis un large développement des applications esthétiques et médicales de la lumière pulsée telles que le traitement de l'acné, des troubles de la pigmentation, des lésions vasculaires, de l'hirsutisme, des cicatrices et taches de naissance, ainsi que du mélasma,,.
Une étude a conclu à une accélération du délai de cicatrisation chez des souris traitées à l'IPL à faible puissance.

## Photo-dépilation
La mélanine se dégrade sous l’effet de chaleur produite par les flashs de lumière. Le follicule pileux, qui est ancré à 6 mm sous la peau, commence à être dégradé dès la première séance d'épilation. Après une exposition suffisante (4 à 7 séances d'épilation), le follicule pileux est complètement détruit.

## Photorajeunissement
La lumière pulsée est capable de stimuler les fibroblastes du derme superficiel et moyen responsables de la production de collagène, d'acide hyaluronique et d'élastine.[réf. nécessaire]

## Précautions d'utilisation
L'épilation à la lumière pulsée ne convient pas à tous les types de peau, en particulier pour les phototypes VI (peau noire) et à tous types de poils :  poils blonds ou blancs. Le chromophore visé lors de l'épilation est la mélanine, or celle-ci est trop concentrée sur la peau des personnes avec un phototype VI (peau noire), et les poils blancs et blonds n'en concentrent pas assez.
Pendant le traitement, il est impératif de porter des lunettes de protection. Il faut également être vigilant quant aux médicaments induisant des phénomènes de photo-sensibilisation. Après le traitement, il faut bien protéger la peau d'une exposition au soleil (via l'application d'une crème solaire), et ce pendant une durée de 4 semaines.
Certains fabricants proposent des épilateurs grand public à base de lumière pulsée, le plus souvent vendus sous l'appellation "épilation longue durée", car leur puissance ne permet pas de réaliser une épilation définitive, contrairement aux machines professionnelles.

## Utilisation sur les aliments
Avec la sélection de longueurs d'onde particulières et non utilisées sur l'humain, la lumière pulsée peut aussi être utilisée à des fins de conservation des aliments : elle a pour rôle la suppression des micro-organismes pathogènes dans un aliment.